# Ишерский, Иван Владимирович
Иван Владимирович Ишерский (24 октября 1843, село Державино Лаишевского уезда Казанской губернии — 25 сентября 1918, Бугульма) — российский педагог, преподаватель училищ Вятской губернии, инспектор и директор народных училищ Симбирской губернии. Отец Владимира Ивановича Ишерского, врача, депутата Государственной думы Российской империи I созыва.

## Биография
Иван Владимирович Ишерский родился в семье священника Николаевской церкви села Державино Казанской губернии. Обучался в Казанском училище (1854—1859) и духовной семинарии (1860-67). Высшее образование получил в Казанской духовной академии на историко-богословском отделении.
По окончании академии, в 1872 году, со степенью кандидата богословия, И. В. Ишерский был определен преподавателем в Вятскую духовную семинарию с одновременным преподаванием в духовном и земском училищах ряда предметов: русский язык, история, пение, педагогика и дидактика. В том же году вступил в брак с Анной Александровной Протопоповой, дочерью священника.
В 1877 году Иван Владимирович Ишерский был назначен инспектором народных училищ Симбирской губернии с инспекцией народных училища Алатырского, Ардатовского и Курмышского уездов с проживанием в г. Алатырь с непосредственным подчинением директору народных училищ Симбирской губернии Илье Николаевичу Ульянову.
После скоропостижной смерти И. Н. Ульянова, в 1886 году, И. В. Ишерский был назначен на должность директора народных училищ Симбирской губернии, на которой проработал 22 года. За отличную, усердную и полезную службу был награждён:
Орден Св. Станислава 3 ст. 1879 г.

Орден Св. Анны 3 ст. 1884 г. 

Орден Св. Станислава 2 ст. 1888 г. 

Орден Св. Анны 2 ст. 1894 г.

Серебряная медаль «В память царствования императора Александра III» 1896 г.

Тёмно-бронзовая медаль «За труды по I всеобщей переписи населения 1897 г.» 1897 г.

Орден Св. Владимира 3 ст. 1901 г. 

Орден Св. Станислава 1 ст. 1905 г. 

За отличие в службе 14.07.1896 г. награждён чином действительного статского советника.
Активную деятельность И. В. Ишерского на посту директора начальных народных училищ Симбирской губернии подтверждают многочисленные отчёты о состоянии народных училищ Симбирской губернии, предложения по улучшению состояния народного образования.
Уйдя в отставку в возрасте 65 лет Иван Владимирович продолжил активную общественную жизнь, состоя гласным Симбирской городской думы, казначеем Карамзинской библиотеки, заместителем председателя общества Св. Татьяны, членом различных обществ.
Умер И. В. Ишерский в г. Бугульма, в то время Самарской губернии, 25 сентября 1918 года, от воспаления легких.